# Bartłomiej Talaga
Bartłomiej Talaga (ur. 5 lipca 1982 w Nowym Targu) – polski hokeista.

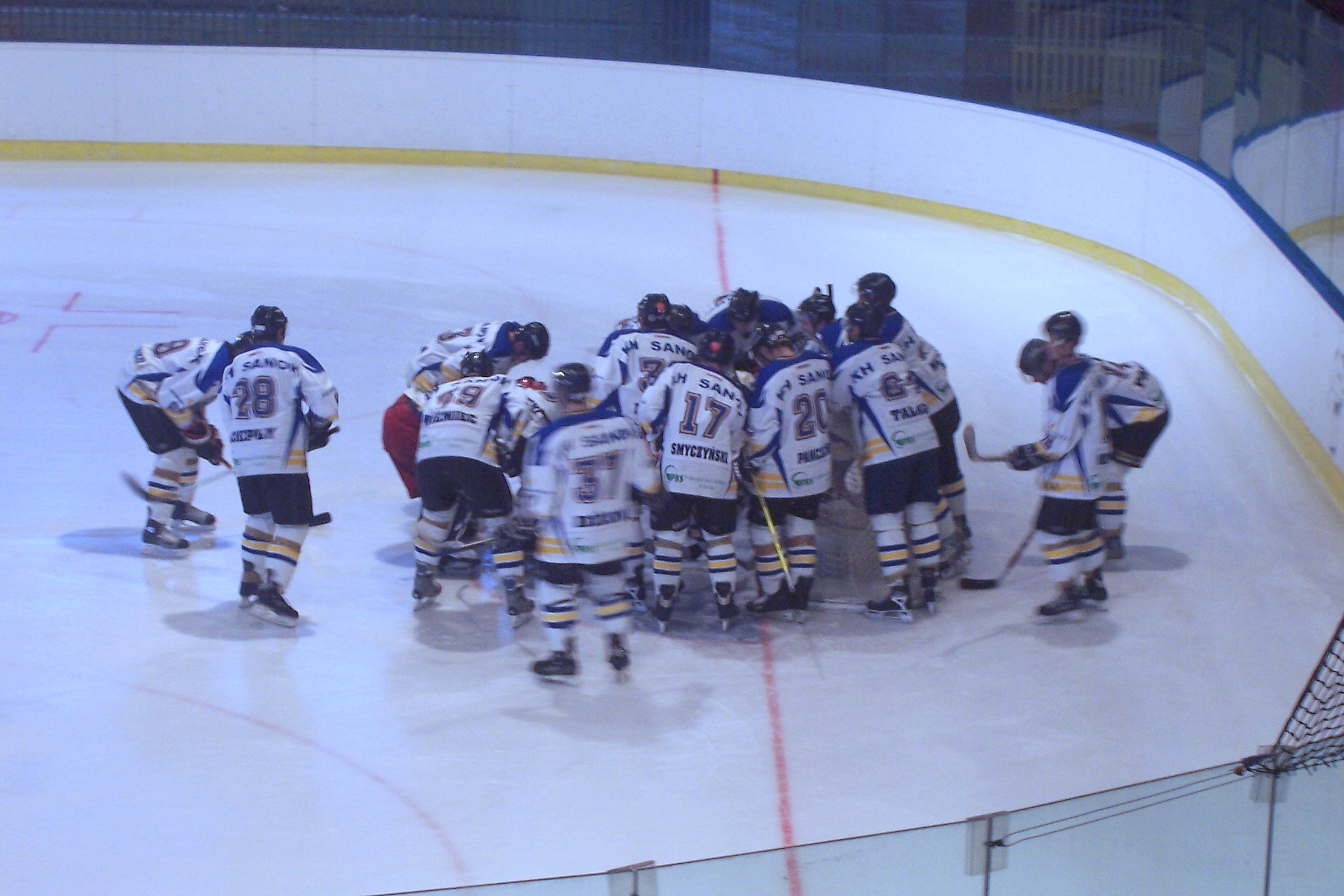
Bartłomiej Talaga (trzeci od prawej) w barwach KH Sanok przed ostatnim w historii meczem na lodowisku Torsan w Sanoku (21 marca 2006)

## Kariera
- Podhale Nowy Targ (2001-2002)
- Orlik Opole (2002-2004)
- Podhale Nowy Targ (2004-2005)
- KH Sanok (2005-2006)
- Czarne Jastrzębie-Zdrój (2006-2007)
- Orlik Opole (2007-2008)
- Unia Oświęcim (2008-2009)
- TKH Toruń (2009-2010)
- Orlik Opole (2010-2012)
- Podhale Nowy Targ (2012-2013)
- Orlik Opole (2013-2014)

Wychowanek Podhala Nowy Targ. Reprezentant juniorskich kadr Polski. W barwach reprezentacji do lat 18 uczestniczył w turnieju mistrzostw świata juniorów do lat 18 w 2000 (Grupa B), w barwach reprezentacji do lat 20 uczestniczył w turnieju mistrzostw świata juniorów do lat 20 w 2002 (Dywizja I). Zakończył karierę zawodniczą po sezonie 2013/2014.

## Sukcesy
Klubowe
- Puchar Polski: 2004 z Podhalem Nowy Targ
- Złoty medal I ligi: 2003 z Orlikiem Opole, 2009 z Unią Oświęcim, 2014 z Orlikiem Opole